# 普雷斯特·劳德代尔
普莱斯特·劳德代尔（英語：Priest Lauderdale，1973年8月31日—），美国NBA联盟职业篮球运动员。他在1996年的NBA选秀中第1轮第28顺位被亚特兰大鹰选中。
2006年全国男子篮球联赛第二階段广东凤铝引進劳德代尔。